# Cryptocephalus albicans
Cryptocephalus albicans är en skalbaggsart som beskrevs av Samuel Stehman Haldeman 1849. Cryptocephalus albicans ingår i släktet Cryptocephalus och familjen bladbaggar. Inga underarter finns listade i Catalogue of Life.